# Isòcrates d'Apol·lònia
|  | No s'ha de confondre amb Isòcrates d'Atenes. |

Isòcrates d'Apol·lònia (en llatí Isocrates, en grec antic Ἰσοκράτης) fou un orador deixeble d'Isòcrates d'Atenes que va viure al segle iv aC.
Va gaudir de considerable reputació com orador i va competir pel premi d'oratòria convocat per Àrtemis de Cària en honor del seu marit Mausol (352 aC). Suides esmenta el títols de cinc dels seus discursos, que no s'han conservat. Alguns crítics creuen que va ser l'autor de l'obra τέχνη ῥητορικὴ (Sobre la retòrica), que generalment s'atribueix al seu mestre.